# Charles-Marie Saisson
Charles-Marie Saisson (Avignone, 10 agosto 1806 – Saint-Paulet-de-Caisson, 17 aprile 1877) è stato un monaco cristiano e presbitero francese, ministro generale dell'Ordine certosino.

## Biografia

### Carriera ecclestiastica
Al secolo Jean, nacque ad Avignone nel 1806, ne divenne parroco diocesano e fu professore al Piccolo Seminario. Fece professione alla Grande Chartreuse il 14 settembre 1836. Si recò a Roma dove fu procuratore, poi maestro dei novizi e vicario. Fu procuratore a Collegno, poi rettore alla certosa di Genova e in quella di Pavia, di cui fu priore dal 1844 nonché visitatore apostolico d'Italia.
Nel 1852 fu priore della certosa di Padula, e poi scrivano alla Grande Chartreuse.
Fu eletto ministro generale dell'Ordine certosino nel capitolo del 21 febbraio 1863, nonché priore della Gran Certosa.
Fu padre conciliare al Concilio vaticano II.